# 三島奈津子
三島 奈津子（みしま なつこ、1982年11月30日 - ）は、日本の元タレント、元AV女優、元YouTuber。プライムエージェンシーに所属していた。。ハニービート業務提携。

## 略歴・人物
東京都出身。2016年6月にE-BODY専属女優としてAVデビュー。Jカップの巨乳AV女優。
2019年10月、ゲオTV×メンズサイゾー ADULT AWARD 2019・No.1エロボディ部門にノミネート。二つ名は「衝撃の爆乳ミューズ」。
趣味・特技は映画、読書、散歩、コミュニケーション。
中日ドラゴンズのマスコットのドアラをこよなく愛している。
前職は事務員のOLで苦手な撮影はおじいちゃん。
おっぱいの形は「外に開いているロケット型」
2020年12月、『ゲオTV×メンズサイゾー セクシーパネルクイズ～ドアップ25～私は誰でしょう？』WEB投票でセクシーOPPAI女優賞を受賞。
2021年1月、ゲオTVアダルトニュースメディアMANGO 爆乳AV女優ランキング（2021年版）にて、第5位を獲得。
2021年2月、ゲオTV「バレンタインチョコを貰いたいAV女優！アンケート」第6位を獲得。
2021年3月、自身のYouTubeチャンネルにて、セクシー女優を引退する事を発表。芸能活動は引き続き行う。
2022年12月1日、同年末での完全引退を表明。

## 出演作品

### アダルトDVD
- E-BODY専属デビュー ロケットIcup美魔女妻 20歳に見える33歳（6月13日、E-BODY）
- 絶頂96回!! ロケットIカップ妻の激イキ!初体験4本番（7月13日、E-BODY）
- 女肉ぎゅうぎゅうプレス性交（8月13日、E-BODY）
- 寝取らせバス痴漢 〜夫の前でイカされ中出しされる貞淑妻〜（9月9日、DOC）他出演:杉崎絵里奈、小泉香里奈
- おカネの為でいいじゃない（o≧▽ﾟ）o 友達だけど素股して下さい!! 2（9月23日、DOC）他出演:相本みき、相原翼、八ッ橋さい子、川角ひかる、小泉香里奈、美月レイア
- オジサンの乳弄りに変態に堕ちた巨乳妻（9月30日、光夜蝶）
- 童貞弟を誘惑したつもりが…まさかの逆転! 超絶倫弟にハメられまくる無防備な爆乳姉（10月1日、Fitch）
- 夫公認不倫! 寝取らせ願望のある夫に懇願され仕方なく他の男を誘惑し、ハメられ身悶えてしまう美人妻（10月7日、MAGIC）他出演:愛咲えな、高瀬杏
- 三島奈津子の汗だく、種付け、童貞狩りSEX（10月13日、HERO）
- マジックミラー号 「童貞くんのオナニーのお手伝いしてくれませんか…」 海水浴場で声を掛けた心優しい水着美女が童貞くんを赤面筆おろし! 7 2枚組8時間スペシャル!!（10月20日、SODクリエイト）※「りか」名義　他出演:なつき、あきは、あいり、ゆな、ゆずき、まみ、みさ
- モニタリング 欲求不満巨乳人妻×性欲旺盛体育会系男子学生 初対面で密室に二人っきりでの密着オイルエステ体験!! 大人の色気漂う豊満おっぱいに触れた瞬間学生チ●ポはガチ勃起!!（10月20日、SODクリエイト）他出演:二階堂ゆり、成宮はるあ、春日部このは ほか
- 素人カップル騙し企画 拘束プレイ初体験中のラブホテルに押し入って彼氏の目の前で彼女を強制イカセ&寝取りSEX（10月20日、ナチュラルハイ）他出演:かなで自由 ほか
- 時間無制限！発射無制限！M男専用超高級中出し淫語ソープ（10月25日、痴女ヘブン）
- 向かいの部屋の窓から覗く巨乳美女の着替え姿に見とれていると… 2（10月28日、DOC）他出演:浅田結梨、相澤ゆりな
- うちの妻にカギってと思う人ほど、見た目とは裏腹に乱れる人妻はいない 奈津子とまこ（11月4日、アウダースジャパン）他出演:綾波まこ
- 照れるほど見つめられるパイズリ（11月4日、ドリームチケット）
- 童貞を弄ぶ妻とオジサンに弄ばれる妻。本当は淫乱な妻に俺は、ただ勃起する（11月4日、NON）他出演:綾波まこ
- 母がこれほど欲求不満だったとは…、自慰行為を見られても恥ずかしがる所か息子の僕に欲情し、玩具のように僕の上で腰を振るイケない母（11月4日、NON）他出演:小出亜衣子、西野結花、八ッ橋さい子、並木杏梨、初音ろりあ
- お姉さんの爆乳が卑猥過ぎて秒殺で悩殺!!（11月7日、unfinished）
- ズボ待ち! ドM爆乳コンシェルジュ!性欲ハンパないホテル勤務のオンナは絶対誘ってるに違いない!押しに弱いから流されやすく!濡れやすく挿れやすいぞ!（11月13日、チェリーズれぼ）
- オイル女教師 IカップパイズリAV志願（11月13日、Be Free）
- 爆乳尻ベロちゅうザーメンぶっかけパイパン若妻（11月18日、クリスタル映像）
- 息子の家庭教師が理想のボインちゃん! 息子の家庭教師(巨乳)に日々悶々としていた父親の私は、息子に睡眠薬を、家庭教師には媚薬を…。すると…全身に媚薬が回った家庭教師は寝ている息子のチ○ポにしゃぶりつく超変貌っぷり! 我慢できなくなったフル勃起状態の私は胸がガラステーブルにひっついて離れないほどバックで犯してやりました!! 3（11月19日、Hunter）他出演:羽生ありさ、霧生ゆきな、浅田結梨、日比乃さとみ
- 『どのオッパイが一番好き??』 突然出来た6人の義理のお姉ちゃんはとにかく巨乳でとにかくスケベ!!普段から胸元が空いて谷間全開の服を着てるしパンチラもしまくりで当然勃起!! 勃起がバレたらもう大変!!その日からお姉ちゃんたちがボクを男として認識してしまい他のお姉ちゃんたちにバレないように我先にとボクを喰いまくって、どこまでも追いかけてやってくるんです!!しかも何度も中出しさせられて妊娠しないのか心配です!!（11月19日、Hunter）共演:二宮和香、前田のの、青葉優香、坂井亜美 ほか
- 三島奈津子 全タイトル丸ごとコンプリートBEST 6時間20分（11月19日、E-BODY）※総集編
- エッチでHな爆乳のお姉さんは好きですか?（11月19日、ABC）
- マジックミラー号 結婚間近のカップルが10分間、拘束声我慢できれば100万円! ミラー越し30cmに婚約者がいるのに… 口に手を当てることも出来ず必死に喘ぎ声を我慢する連続絶頂潮吹き!!（11月23日、SODクリエイト）他出演:若槻みづな、葉山美空 ほか
- 『騎乗位で3cmだけ挿れさせて!』患者にセクハラされまくりの夜勤専従看護師の巨乳姉が禁欲で勃起が収まらない弟の暴走チ○ポを声を押し殺しながら挿入!まさかの連続イキ!」 VOL.1 （11月23日、DANDY）他出演:吉川あいみ、本真ゆり
- 背後からねっとり乳揉み スペンス乳腺開発 巨乳素人娘のおっぱいアクメ初体験してみませんか? これが噂のおっぱいGスポット! 貴方にもできる!おっぱいを揉むだけで女をイカせる方法伝授します!!（11月23日、ROCKET）他出演:里美まゆ、相澤ゆりな
- 目の前に止まった車の助手席にいる、すまし顔した女の胸があまりにも大きくて… 8（11月25日、DOC）他出演:新井梓、霧生ゆきな
- ヤレる人妻回春マッサージ 12 〜中出し交渉盗撮〜（12月1日、変体紳士倶楽部）他出演:二宮和香、江上しほ ほか
- オフィス街で外回り中の男上司と女部下に『歳の差を埋めるには混浴が一番だって知っていますか?良かったら広いお風呂でお互いの信頼関係を深めませんか?』とナンパしたら、仲良くなりすぎてセックスまでしちゃってました。 Vol.2（12月1日、ナンパJAPAN）※「林あやか」名義　他出演:鍋島ゆかり、中村弥生、野口由美子
- アナタのママになってアゲル（12月2日、光夜蝶）
- どM揉み（12月2日、アウダースジャパン）
- 募集ちゃんTV×PRESTIGE PREMIUM 17（12月2日、プレステージ）他出演:あいの美羽、広瀬奈々美、高山えみり ほか
- マジックミラー便特別出張企画! 「元お天気キャスターの巨乳の嫁とセックスがしたい!」 義父の渾身の想いをAV制作会社が完全バックアップ!! 妊娠活動中で色気が漂う嫁を未だチ○ポに自信のある義理の父が旦那(＝むすこ)の目の前で寝取って生中出し! 義父にハメられてAV出演!（12月7日、ディープス）※「ゆきえ」名義
- 姉の匂い なつこ 30歳 離婚して実家に出戻りした姉の事を好きすぎる弟が撮影した生々しい記録。姉を愛し続けた弟の儚い想いがそこには映っていた。（12月8日、SODクリエイト）
- 午前3時の危険性欲 嫁の妹の巨乳に我慢できず… 媚薬オイル夜這い（12月8日、ナチュラルハイ）他出演:倉多まお、斉藤みゆ
- 「そこの巨乳お姉さん!童貞くんの射精のお手伝いをしてくれませんか?」 自慢のおっぱいでパイズリ射精してもらうつもりが優し過ぎて童貞喪失筆おろしセックス!までしてくれました。 Vol.13（12月8日、ナンパJAPAN）※「ななこ」名義　他出演:みゆき、ゆみ、かよこ
- 「中に出して…夫と子供には内緒」 自宅で愚痴聞き屋に中出しセックスをせがむ美人人妻たち 16（12月9日、S級素人）他出演:松うらら、桐谷まほ
- 子供が欲しいデカ乳嫁が旦那とのSEXレス解消のためにソープマット購入! マイクロビキニ姿で待ち構え玄関開けるとまさかの旦那の父が! 憧れの巨乳嫁にヌルヌルローションで揉み心地のいいおっぱいを堪能するとフル勃起! 肌が触れ合う素股までのつもりがヌルっと生挿入! 息子に負けない子宮口直撃ピストンでイキまくる嫁に何度も中出し!（12月9日、V&R PRODUCE）他出演:有沢実紗、本庄優花、由來ちとせ
- 【1番ヤバい動画はコレ】 2 この後、避妊なしで無茶苦茶にされるワタシ 若妻女教師 奈津子(仮) 27歳（12月13日、アリスJAPAN）
- パイズリとフェラチオで勃起を誘うボディコン着衣SEX（12月13日、BeFree）
- お色気P●A会長と悪ガキ生徒会（12月15日、グローリークエスト）
- 昼下がり町内会!若妻たちのちょっと危険でかなりHな王様ゲーム!! 10 母の代理で参加した町内会の集まりでまさかの展開!若い時に王様ゲームをした事が無いという話で盛り上がった奥様方が急に「王様ゲームやりたい!」と言い出したんです。男はボクひとりしかいないもんだから、当然いい思いが沢山出来ちゃいました!! 帰ってきた巨乳.ver （12月19日、Hunter）他出演:若槻みづな、日比乃さとみ、羽生ありさ、二階堂ゆり、尾上若葉、今井ゆあ、大場ゆい、霧生ゆきな ほか
- 着衣イカセ!!（12月22日、新中野小劇場）他出演:彩奈リナ、今藤霧子、伊織涼子、小出亜衣子

- 爆乳を弄ばれる妻とオジサンに弄ばれる妻。変態ドM妻はノーマル夫には満足できない (1月6日、NON) 他出演:二階堂ゆり
- ワタシはパイズリスト、その名は三島奈津子 (1月6日、アウダーズジャパン)
- 思わず○RECしたくなる着衣爆乳おっぱい なつこさん (1月7日、unfinished)
- ママショタ実話 (1月19日、グローリークエスト)
- ベッロベロのズッポズポ Vol.3 (1月19日、ドグマ)
- 三島奈津子はオレのカノジョ。 (1月25日、GARGEN)
- 淫熟シェアハウスへようこそ (2月2日、SODクリエイト) 共演:北条麻妃、伊織涼子、彩奈リナ、小出亜衣子
- 近所のオタクに巨乳な妻を寝取られて…。何もできない僕。(2月2日、ヒビノ)
- ゲスの極み映像 人妻17人目 (2月2日、フルセイル)
- 回春(ハート)巨乳サロン (2月3日、ワープエンタテインメント)
- 熟女レズ 倒錯と狂乱 (2月7日、ルビー) 共演:吹石れな
- 身動きは取れないけどチ○ポは元気な青年を病室で見つけた淫熟女5人が次々勃たせてハメていく連続性交入院生活 (2月16日、SODクリエイト) 他出演:伊織涼子、彩奈リナ、小出亜衣子、安野由美
- じゅっ10秒でイイから貴女のその立派なパイオツを揉ませて下さいと連日しつこく頼み込まれたウチの妻 (2月19日、JET映像)
- SODロマンス 新 僕だけの女教師ペット 三島奈津子 原作 有頂天 (3月2日、SODクリエイト)
- お湯に浮くほどデッカイおっぱいをのぞいていたら…!? 無職のボクは親戚が経営する温泉宿の手伝いに。どうせ暇だろう…と気を抜いていると、まさかの若妻の団体がやって来た！忙しい生活から解放されたのか、温泉に入るなりおっぱいを見せ合い大はしゃぎ!大きなおっぱいが湯船にプカプカ浮いている！その様子をのぞいていると…見つかってしまい大騒ぎになると思ったら?逆に誘われて混浴状態に!すると、ボクの勃起に気付いた若妻たちの欲求不満が爆発！デッカイおっぱいを見せつけてきて「1回だけ…!」と言いつつも何度もチ○ポを求めてきた!（3月7日、Hunter）共演:本真ゆり、成澤ひなみ、羽生ありさ、羽月希
- デカ尻爆乳のセックスレス妻が集まるママさんバレー!見学にやってきた新入部員の旦那を練習の合間に隠れて誘惑!自ら腰を振り勝手にイキまくる! 3 (3月10日、V&R PRODUCE) 共演:彩奈リナ、若槻みづな、笹倉杏
- おおむね乳 (3月10日、バルタン)
- 母子交尾～岩瀬湯本路～ (3月19日、ルビー)
- 社員旅行でハメをはずし過ぎて泥酔した巨乳女子社員を痴漢して中出ししちゃったビデオ（3月19日、アパッチ）他出演:成澤ひなみ、藤川れいな、羽生ありさ、本真ゆり、葵千恵
- AV女優の三島奈津子がプライベートで参加した中年おやじたちのオフ会でマワされて中出しされまくった (3月24日、クリスタル映像/NITRO)
- 淫ら義母の誘惑 8 (3月25日、セレブの友)
- 爆乳Icup女教師の高速パイズリ挟射 (4月1日、OPPAI)
- はだかの家政婦 全裸家政婦紹介所 (4月1日、プラネットプラス)
- ボイン大好きしょう太くんのHなイタズラ ファミレスで働く爆乳お姉ちゃん編 (4月6日、グローリークエスト)
- やりすぎ中出し家庭教師 爆乳・爆尻肉欲レッスン (4月7日、h.m.p)
- お前のカラダは犯罪だ!バスト103センチ敏感わがままボディ女子大生!! (4月7日、桃太郎映像出版)
- セレビッチ!～誘惑の完全着衣～ (4月13日、AVS Collector's)
- お姉さんの爆乳がたゆんたゆん!丸裸エクササイズ!! VOL.02 (4月14日、ケイ・エム・プロデュース/UMANAMI) 他出演:清塚那奈、成宮みこと、舞野いつき、青木りん、澁谷果歩
- 魔法人妻 プリティールミナス (4月14日、GIGA) 共演:咲坂花恋
- 感じすぎていっぱいおもらしごめんなさい…3 (4月25日、セレブの友)
- 出産して急激に感度があがったママチャリ早漏妻15 乳揺れ騎乗位SP (5月3日、ナチュラルハイ) 他出演:逢沢るる、笹倉杏、三原ほのか
- 少年たちの巨乳奥様狩り 17～女教師編～ (5月5日、クリスタル映像/NITRO)
- エ、エロい!!爆乳むち尻の隙だらけフリーター女子を屋外で快楽漬け調教!小便マン汁を垂れ流し、淫肉震わせおねだりイキ!!…結果、お下劣マゾ堕ち (5月7日、山と空)
- コンビニ店員拘束固定電マ～ヤル気ゼロ!サボってばかりの可愛いバイトの先輩を、泣き叫ぼうが絶頂しようが拘束固定電マで大量失禁!～ (5月7日、アパッチ) 他出演:若槻みづな、羽生ありさ、伊東真緒、春日野結衣
- 巨乳すぎる先輩と奇跡の中出し3P! 小心者で超奥手のボクに千載一遇のチャンス到来!! 出張先の旅館の手違いで巨乳過ぎる先輩女子社員2人とまさかの相部屋!! 川の字で寝る事に!先輩たちは寝相が悪くて浴衣がどんどん乱れて生パンティ&生巨乳が丸見え!もうフル勃起全開!でも、小心者のボクはお尻もおっぱいもお触りしまくりたい気持ちをグッと堪えて寝ることに!すると、なんと!!! 生パンティーと生巨乳が向こうからドンドンこっちに向かってきて急接近！もう我慢できなくなって巨乳を揉みまくっていたら実は起きていた先輩たちも興奮していたらしく逆にボクのチ○ぽを触ってきて奇跡の3Pセックス!最後は2人に中出しもしちゃいました!（5月7日、ゴールデンタイム）他出演:江上しほ、折原ほのか、成澤ひなみ、羽月希、葵千恵
- ボクとノーブラ爆乳秘書 夢のハーレム部署設立記念SP (5月12日、ケイ・エム・プロデュース/BAZOOKA) 共演:羽生ありさ、森はるら、今井ゆあ
- 知らなきゃ良かった!妻のハメをはずした衝撃のドスケベ同窓会映像!! (5月19日、お夜食カンパニー/妄想族) 共演:星川麻紀、芦名ユリア、葵千恵
- 夫に欲求不満な新婚妻が秘密の不倫SEXで性欲を発散 (5月26日、h.m.p DRAMA)
- ママ友たちと温泉旅行「子供なんだから一緒に入ればいいでしょ! 」混浴したら湯船は大人のボインだらけでチ○コ勃っちゃった! (6月1日、SWITCH) 共演:水野朝陽、桃瀬ゆり、花咲いあん、葉月美音
- まるごと三島奈津子4時間 (6月2日、アウダーズジャパン) ※単体ベスト
- ネトラレーゼ 人気作家に小説の様に妻が寝取られた話し (6月8日、タカラ映像)
- めちゃくちゃ妊娠しやすそうな爆乳女子に強制中出し 3 (6月9日、ケイ・エム・プロデュース/BAZOOKA) 他出演:若槻みづな、西条沙羅、斉藤みゆ
- 先輩女子社員と出張先でまさかの相部屋!酔って乱れた胸元に僕のチ○ポは爆発寸前 気付いた先輩は接待飲みで溜まったストレスを僕のチ○ポで解消しようと握りしめてきた (6月15日、SWITCH) 他出演:花咲いあん、桃瀬ゆり、葉月美音
- 吸い付くカラダ 肉欲妻 (6月16日、プレステージ)
- 人妻爆乳スペンス乳腺エステ (6月23日、人妻花園劇場)
- ねちっ濃いSEX 2 (6月25日、セレブの友)
- 嫁の母親に中出ししてしまった (7月1日、ヴィーナス)
- 巨乳でムッチリで美人な人妻コーディネーターは言われるままに…泣きながら絶頂性感を繰り返す変態ドM女 麻里奈 (7月7日、えむっ娘ラボ) ※「麻里奈」名義
- 爆乳Jカップの奈津子さんは、セクハラされまくりのスケスケエクササイズ (7月14日、AVS Collector's)
- 息子の友達のマセガキ共に性処理させられる母親 (7月20日、ヒビノ)
- いいなり巨乳義母 3 (7月25日、セレブの友)
- ビーチで近親相姦野球拳＆王様ゲーム2017 (8月1日、ROCKET) 共演:橘メアリー、桜乃ゆいな、川越ゆい (司会)
- 爆乳美人5人姉妹 (8月1日、unfinished) 共演:澁谷果歩、推川ゆうり、塚田詩織、葉月美音
- 「私のおっぱい好きにしていいのよ」二次元でしか興奮できずにいたエロ漫画好きの僕を勃起させた巨乳叔母さんとガラスにおっぱいを押し付けバックでハメる夢のプレイが実現!! (8月7日、ヴィーナス)
- 夫のそばで・・妻のおっぱいが揉みくちゃにされる ～夫しか経験がなかったまじめ妻～ (8月25日、ながえSTYLE)
- ゲスの極み温泉 貸切湯10組目 (8月25日、フルセイル/プレステージ)
- W脅迫スイートルーム 秘書&スチュワーデスin… (9月1日、ドリームチケット) 共演:三原ほのか ※「AV OPEN 2017」ハード部門 エントリー作品
- 夢の共演 E-BODY女肉狂乱祭!日焼け爆尻とロケット爆乳で挟みズリ逆3PSpecial (9月1日、E-BODY) 共演:松本メイ ※「AV OPEN 2017」企画部門 エントリー作品
- ただいるだけで男を勃起させる爆乳フェロモンダダ漏れ妻から届いたビデオレター!自分の魅力に気付いていなかった妻が見知らぬ童貞から実父にまでさんざん寝取られ、自ら望んで性奴隷になるまでの全記録! (9月7日、Mr.michiru)
- DElivery Roulette Lady (9月14日、アリスJAPAN)
- パートちゃん。服破けそう…Jカップ 奈津子 深夜のレストランで働く「むっちむち」「爆乳」「ドM」三拍子揃ったメガネ地味主婦、店長と絶賛不倫中 (9月25日、ビッグモーカル)
- 本屋で勉強漬けの男子学生にエロ本見せつけたイケない人妻 4 狭い店内でボインを押しつけビン勃ちになった未経験チ○コに店員や他の客にバレないように大人の女のカラダたっぷり教えこみました (10月5日、SWITCH) 他出演:推川ゆうり、真木今日子
- オマ○コサンドイッチ 極上ダブル素股でオチ○ポがとろけちゃう! (10月13日、ROOKIE) 共演:二階堂ゆり
- 童貞息子の将来を気にした巨乳の母が優しく性教育!愛撫だけで連続射精する敏感チ○ポを強化するために妊娠覚悟の生挿入!優しいスローピストンでチ○ポの形を噛み締めながら連続絶頂!親子にも関わらず早漏改善するまで何度も中出し!2 (10月13日、V&R PRODUCE) 他出演:清城ゆき、彩奈リナ、本真ゆり
- 素敵なカノジョ 三島奈津子 Iカップむっちり爆乳美女の近親中出しぶっかけ輪姦せっくす (10月14日、BACK DROP)
- 着衣巨乳 -絶対二度見したくなる 服の上からでも分かる- (10月19日、グローリークエスト) 他出演:推川ゆうり
- アナタごめんなさい…。わたし寝取られました…。【奈津子】Jカップ (10月25日、ビッグモーカル)
- 上司に揉みくちゃにされた妻のおっぱい (10月25日、ながえSTYLE)
- 微乳と超乳 親友同士の濃密愛し合いレズビアン (11月3日、h.m.p) 共演:花咲いあん
- レイプハンターBEAST Vol.2 美しき勇者もーれつ仮面Grace (11月10日、GIGA)
- 夢の近親相姦(ハート)「ママがボインで僕を誘うから悪いんだ!」父がそばにいるのに母は息子の硬くなったチ○ポを握りしめ女のカラダを教え込んだ (11月16日、SWITCH) 他出演:前田可奈子、二宮和香
- W脅迫スイートルームEpisode1.5 秘書&スチュワーデスin… (12月1日、ドリームチケット) 共演:三原ほのか
- 同窓会で学生時代にオカズにしまくっていた同級生と再会し、まさかの子作り中出しSEX!（12月8日、BAZOOKA）共演:佐々波綾、あおいれな、五十嵐星蘭

- おっぱいで超誘惑してくる新人セクキャバ嬢 3 (10月8日、unfinished)
- 友達のお姉ちゃん達のボインにビンビン！胸チラ目当てで友達ん家に遊びに行く僕の下心を見抜いてますますオッパイを接近遭遇！もう我慢に限界で爆乳わしづかみにしたら友達の見ていない所で僕の勃起チ○ポを握りしめパンティ奥に導いてくれました。（10月25日、SWITCH）共演:宝生リリー、二宮和香、藍井優太
- 爆乳ご奉仕メイド!ご主人様の熱～いザーメンをおっぱいブッカケ7連発! (11月23日、REAL)
- 射精後も精子を欲しがる妊娠したがり発情ボイン!おねだり神乳メイド (12月1日、Fitch) 共演:山岡芽衣
- SNSで誘い出した男を監禁・調教している巨乳妻 (12月6日、アキノリ)
- 【※注意!!人間不信※】家族旅行NTR 親父の還暦祝いにうちの妻と弟夫婦で温泉旅館にやってきました。 (12月7日、マドンナ)
- 隣人がまさかのヤリマン巨乳未亡人!引越し先の挨拶回りで隣の部屋を訪れると現れたのはノーブラ巨乳をこれでもかと見せつけながら全力で欲求不満アピールしてくる綺麗な未亡人!ボクの帰宅時間を狙っては部屋にやって来てしつこくおっぱいを押しつけてくるからついに激もみ!デカチ●ポでクリをこねくり回して膣奥ハードピストンでガンガン突きまくるとご無沙汰マ●コは連続絶頂! (12月7日、ヴィーナス)
- コタツの中でひっそり奥さんのマ○コに触れると糸を引くほど溢れ出す愛液!ご無沙汰過ぎて旦那が隣に居るにも関わらず何度も悶絶絶頂! 3 (12月14日、V&R PRODUCE) 他出演:ましろ杏、葵百合香

- あなた、本当の私を見て下さい… 夫のいない自宅で爆乳妻と緊縛調教ナマ中出し性交 (1月1日、fitch)
- 素人妻が大学生とワニ男が群がる変態温泉旅館に日帰り旅行 異常な雰囲気に流され秘めた変態が目覚めていく巨乳ドM妻かなこさん35歳 (1月10日、コスモス映像) ※「かなこ」名義
- 危険日直撃!!子作りできるソープランド13 (1月10日、Mr.michiru)
- 1人暮らしのボクの家にやってきたのはデカ乳の家政婦! 母性溢れる巨乳に僕のチ○ポはフル勃起! 責任を感じたのかまさかの優しい授乳手コキ! 目の前のデカチ○ポ握るだけでは飽き足らず思わず馬乗り生挿入! 自ら激しい腰振りで何度も中出し懇願! 4（1月11日、V&R PRODUCE）他出演：翔田千里、水城奈緒
- 悩殺‘癒し痴女’お姉さん (1月14日、ゲインコーポレーション)
- マゾ乳中出しWキャスト (2月1日、ゲインコーポレーション) 共演:宝田もなみ ※「AV OPEN 2018」マニア・フェチ部門 エントリー作品
- 思わずrecしたくなる着衣爆乳 神乳祭り2019 (2月1日、unfinished) 共演:推川ゆうり、羽生ありさ、優月まりな ※「AV OPEN 2018」マニア・フェチ部門 エントリー作品
- 断りきれないおっとり専業主婦 はじめての不倫無限ループ (2月7日、桃太郎映像出版)
- 中出し人妻不倫旅行 (2月9日、ビッグモーカル)
- ショッキング!妻の猥褻DVD 全社員のズリネタにされた私の妻 (2月14日、ながえSTYLE)
- おっぱいはガラス越しで… (2月20日、レイディックス)
- 魅惑のおっぱい奴隷 10 玩具責め/巨乳レズ/巨乳大量ぶっかけ/大量中出しetc… (2月22日、MAD) 共演:逢沢りいな
- W癒し痴女お姉さん (2月26日、ゲインコーポレーション) 共演:羽生ありさ
- 我が家のエロQさん (3月7日、グローリークエスト) 共演:森下美怜
- 僕専用の溺愛巨乳ママ (3月12日、マザー)
- 突然離婚を言い渡されシングルファザーになった僕を不憫に思ったご近所の巨乳奥様たちが家事の手伝いをしてくれる事に!奥様の不意な胸チラとパンチラについ勃起してしまったのがバレて「奥さんと別れてからシてないんですよね…?」と誘惑され慰めの生ハメ性交! (3月16日、DOC) 共演:望月りさ、鈴木さとみ、玉木くるみ
- 「町内会の巨乳ママ友たちがスパリゾートで小さな水着を着たら思わずポロリ！勃起を見せたら興奮してヤらせてくれた」VOL.1 (3月21日、DANDY) 共演:推川ゆうり、ましろ杏、優月まりな
- 「お風呂一緒にはいろ!」親戚のおばさんのボインで体を洗われて僕のチ○コはカッチカチ!!母がいるのにこっそりチ○コを握りしめてきて、2人っきりになったらオトナの女のカラダをたっぷり教えこまれ、絶倫チ○コでひぃひぃ言わせちゃったぞ! (3月21日、SWITCH) 共演:羽生ありさ、ましろ杏
- ママ友6人のボイン!母が居る横で息子とパパをドキドキ挑発6SEX!わざと胸の谷間を目の前で見せつけヤラれるように仕向けるむっつりヤリマン奥様達の誘惑 (4月11日、SWITCH) 共演:羽生ありさ、吹石れな、真木今日子、若月みいな、推川ゆうり
- 現代における奇譚な夫婦の物語 (4月26日、キネマ座)
- J cup爆乳奥様ご奉仕SEX! (5月6日、マザー)
- TVの前のユーザー皆様に究極のオナニーを約束します! 淫語女子アナ 17 新元号は爆乳!?W爆乳アナSP (5月9日、ROCKET) 共演:中村知恵
- 子作りに悩む巨乳の義母が息子の勃起チ○ポを見て愛液ジワリ!あまりのたくましさに理性保てず旦那には絶対内緒の馬乗り逆夜這い!母性溢れるおっぱいを揺らしながら悶絶イキ!妊娠するまで何度も中出し!5 (5月17日、V&R PRODUCE) 他出演:春菜はな、葵百合香
- ママシ○タボイン!友達のママのデカすぎるおっぱいが目の前に。僕のピン勃ちチ○コに性欲全開ママは「息子がいない時に遊びおいで (ハート) 」耳元で悪魔の囁き。何も知らない僕のカラダにイタズラ弄びオンナを教えてくれた (5月23日、SWITCH) 共演:羽生ありさ、西村ニーナ
- シ○タ好き女医の爆乳お色気クリニック (6月20日、グローリークエスト)
- 爆乳ムチムチ妻の下品なマラ喰い肉欲生活 (7月1日、プラネットプラス)
- このたびウチの妻（36）がパート先のバイト君（20）にねとられました... →くやしいのでそのままAV発売お願いします。 (8月7日、JET映像)
- ノーブラ姿で過ごすご無沙汰デカ乳義母の胸ポッチにフル勃起!息子は我慢できず服の中に手を入れ乳首イジると敏感過ぎて大悶絶!豊満すぎるオッパイを激揺れさせるハードピストンで何度もイキ乱れる! (8月9日、V&R PRODUCE) 他出演:葵百合香
- 近隣トラブルは媚薬スプレーで一発解決!?怒りから突然メス顔に豹変して生挿入中出し懇願する美人妻たち!! (8月9日、プレステージ/MAGIC) 他出演:市橋えりな、星空もあ
- 未来忍者ニンテクター 美魔女忍者快楽拷問 (8月25日、GIGA)
- 完全主観で楽しむ三島奈津子との新婚生活 (9月1日、プラネットプラス)[13]
- 極みの癒し&ご奉仕 身体中を舌でなめずりまわす全身リップ巨乳コンパニオン (9月13日、ケイ・エム・プロデュース/BAZOOKA)  共演:逢沢りいな、奥菜えいみ、若宮穂乃
- 巨乳の母姉妹と初めての密着混浴一転近親相姦 (9月26日、ROCKET) 共演:水城奈緒、笹本みほ
- 性交総合大学病院 11科の専門看護師による手淫・口淫・性交―超業務的リアル看護200分 (10月24日、SODクリエイト) 共演:大浦真奈美、美園和花、水谷あおい、山井すず、河奈亜依、桐山結羽、伊織涼子
- 抱き心地のいいムッチリ熟女 三島奈津子 永久保存版 (10月26日、ながえSTYLE) ※単体ベスト
- 「ねぇ…オナニーし過ぎよ!」童貞息子を溺愛するデカ乳母が父に隠れて射精管理!何度も寸止めさせマ○コに連続大量中出し! (11月8日、V&R PRODUCE) 他出演:篠崎かんな
- 一般宿泊客をところ構わず逆ナンパ!巨乳AV女優ヤリまくり温泉旅館 (12月13日、ケイ・エム・プロデュース/Million) 共演:蓮実クレア、浜崎真緒、美園和花

- おばさんが何回でも勃たせてあげる!!」素人熟女妻たちによる童貞筆下ろし13 ALL2連続生中出し 4組完全収録! (1月24日、クリスタル映像) ※「なつこ」名義  他出演:まほ、ことり、かおり
- ドS女格闘家 火鷹舞 悪のイケメン幹部逆凌辱 (1月24日、GIGA)
- 淫語責め唾吐き痴女 (2月6日、レイディックス)
- 三島奈津子ベスト 高嶺の花の爆乳美女 (2月7日、h.m.p) ※単体ベスト
- アマゾネス first episode（2020年3月4日、SODクリエイト）共演：桜庭ひかり、悠月アイシャ、霜月るな、かとうれい - アマゾネス女帝 役
- アマゾネス second episode（2020年3月4日、SODクリエイト）共演：桜庭ひかり、悠月アイシャ、霜月るな、かとうれい - アマゾネス女帝 役
- アマゾネス final episode（2020年3月4日、SODクリエイト）共演：桜庭ひかり、悠月アイシャ、霜月るな、かとうれい - アマゾネス女帝 役

- おしっこ114連発 98人（9月2日、グローリークエスト）

### VR
- 中出しエステティシャン「私の中に入れてあげる」 (2017年3月31日、アテナ映像)
- 中出しメイド (2017年4月19日、アテナ映像)
- 【匠VR】ヤバッ!二股発覚!一転まさかの神展開! (2019年2月22日、unfinished) 共演:羽生ありさ、推川ゆうり、優月まりな
- 肉感汗だっくだくど迫力HQ高画質!爆乳サウナレディ 二人に挟まれバイノーラルでの耳元囁きで全身がゾクゾクするような淫語責め!!肉弾泡洗い生中出し3PSEX! (2019年3月29日、KMPVR) 共演:夢咲ひなみ
- 性に狂った爆乳女を派遣!?貧乏オヤジ御用達の即尺激安デリヘル (2019年4月12日、KMPVR -彩- )
- 人妻巨乳ハーレム混浴温泉VR (2019年5月31日、TMA) 共演:黒川さりな、森ほたる
- 新開発!超精細カメラ撮影 脅し寝取り〜旦那の上司に撮影された私の痴態〜 (2019年8月2日、CASANOVA)
- トータルバスト300cm!おっぱいいっぱいパラダイス!ボインなママ友が次から次へと群がってくるラッキーエロ展開VR (2019年8月9日、MOODYZ) 共演:稲場るか 他出演:松本菜奈実
- VRド淫乱巨乳妻～旦那が出張中に訪問販売に来てしまった僕～ (2019年8月30日、ながえSTYLE)
- リムジンハーレムVR 組織のボスにベタ惚れ美女2人と夢の3Pカーセックス (2019年9月13日、ナチュラルハイ) 共演:優梨まいな
- 絶倫怪物オークになって【正義】と【愛】に満ちた爆乳エルフを理性崩壊まで獣精子を膣内に流し込みながら激ピストンで犯す (2019年12月5日、SODクリエイト) 他出演:八ッ橋さい子
- 美大にモデルのバイトに行ったらまさかの全裸デッサンモデルだった！しかも全員爆乳美女！ 恥ずかしいのに興奮して恥ずかしいのに興奮してしまった僕に「もっと勃起してる所が見たいなぁ…」と全員にチ〇ポを弄ばれるVR (2020年1月18日、Fitch) 共演:深田結梨、森下美怜、椎葉みくる
- 【VR】パイは地球を救う！爆乳女子アナウンサーおっぱいぷるるんハーレムVR チン放5社の看板アナが集結！スポンサーのアナタをパイまみれ＆パイづくしで目指せ高視聴率！200分SPECIAL！！（2020年7月22日、MOODYZ）共演:宝田もなみ、織田真子、吉根ゆりあ、本真ゆり

### イメージDVD
- Natsuko 奥さまはIカップ美魔女・三島奈津子（2016年8月4日、REbecca）
- なつこ日和（2020年3月23日、Precious Beauty）※DVD版とBlu-ray版でジャケット画像が異なる。

## 出演

### テレビ
- ダラケ! 〜お金を払ってでも見たいクイズ〜（2018年12月6日、20日、BSスカパー!）
- 澁谷果歩のたわわチャレンジ（2019年9月19日、11月2日、エンタ!959）
- 帰郷（2019年、時代劇専門チャンネル）九蔵の女役

### インターネット番組
- トイズハートプレゼンツ「とりあえずナマで！」（2018年12月9日&12月12日、Youtube トイズハートチャンネル）＊第８回ゲスト花咲いあん&三島奈津子[14][15][16]
- プライム学園高等部 球技大会2018秋（2018年12月20日[17]‐、pafan!）‐紅組
- バラステ・転職さんいらっしゃい!（2019年1月7日、AbemaTV[5]）
- トイズハートプレゼンツ「ハートの部屋（仮）」（2019年3月28日、ニコニコ生放送）＊第５４回ゲスト[18][19]
- 極楽とんぼKAKERUTV（2019年2月28日[20]、AbemaTV）優レディー 役
- 極楽とんぼのタイムリミット（2019年5月12日、6月9日、AbemaTV）優レディー 役

### 映画
- 未亡人下宿？エピソード3　裏口も開いてます（2019年9月6日、オーピー映画）‐ 山口裕子 役[21]

### ゲーム
- ゲオTVドアップ25【OPPAIパネル出題】二つ名は「奇跡の巨乳美女」（2020年10月1日、ゲオTV）[22][23][24]

## 書籍

### 写真集
- なつこが知らない世界（2017年12月13日、双葉社、撮影：小澤忠恭）ISBN 978-4575313307
- 原寸大おっぱい図鑑 Ecstasy（2017年11月17日、一迅社　撮影：須崎祐次）Jカップ担当[25]
- fromage（2019年4月27日、ジーウォーク、撮影：天野功）ISBN 978-4862978851
- それから（2021年7月30日、徳間書店、撮影：舞山秀一）

## 執筆

### コラム連載
- いあんと奈津子（2017年10月10日 - 2017年12月31日、東スポ裏通り）[26] - 花咲いあんとの対談連載
- 三島奈津子 口説きの淫グリッシュ（2019年1月16日[27] - 、東スポ裏通り）
  - 「桃瀬ゆりのオトナの淫グリッシュ」を引き継いだ連載。